# 創升
創升（日语：トランセンド），是日本純種競賽馬匹。生涯活躍於泥地賽事，曾連霸一級賽日本盃泥地大賽及勝出2011年二月錦標。

## 出賽前
2006年出生於北海道新冠町北山牧場，其馬主名義登陸爲牧場擁有者前田幸治。
其後交由栗東訓練中心練馬師安田隆行訓練。

## 競賽生涯

### 3歲
2009年2月14日於京都競馬場出戰3歲新馬戰，賽前曾經和年長馬匹進行拍跳訓練，因而被馬迷所關注，可惜以第二落敗。
其後原本報名參加3月的未勝利戰，但由於賽前檢查出患有蜂窩性組織炎而退賽。
4月11日出戰泥地未勝利戰，以凌厲的速度成功斬獲首勝。
其後出戰3歲500萬獎金以下條件戰。雖然當日賽場因天雨變成爛地，但無阻其於賽事途中一直領放，並於最後600跑出36.2秒的快速末腳以7馬位優勢大勝。
其後陣營希望以東京優駿（日本打吡）爲目標，因此安排其出戰京都新聞盃作熱身。
5月9日按照計劃出戰京都新聞盃，雖然其於草地新馬戰獲得第二，但由於目前兩場勝場均爲泥地賽事，因此其只獲得第五人氣。比賽開始後，其一於此前比賽一樣進行領放，然而卻在最後直路失速，結果以第九大敗。
7月26日出戰條件賽麒麟山特別，爲首次和年長馬匹決戰。賽事途中其緊跟領放馬Christophoros向前推進，並於最後直路上不斷加速，結果以極其恐怖的速度超過對手之餘，還領先8馬位率先衝線獲勝。
其後出戰本年度於新潟競馬場新設立的獵豹錦標，由於前場之拍檔內田博幸於英國出賽時犯規被罰停賽，此場比賽改爲夥拍松岡正海。而此次比賽有不少如Souni及Silk Mobius等的泥地好手，但因爲創升於麒麟山特別的恐怖發揮，令其獲得第一人氣。賽事開始後，其一直保持於第二的位置追趕領放馬，並成功於最後直路衝出加速超越前方馬匹，以3馬位優勢勝利。
9月11日出戰同馬場舉辦的榆樹錦標，然而其於比賽中無法發揮實力，最終以第四完賽。
接下來出戰武藏野錦標。比賽開始後，其選擇之前從未使用過的留後戰術，停留於主馬群較後位置。雖然直路上成功衝出進佔好位，但仍然以第六落敗。
完成武藏野錦標後，陣營並未安排其出戰日本盃泥地大賽，而是安排其進入放草休養。

### 4歲
放草完畢後出戰2010年首戰畢宿五錦標，由未勝利戰時夥拍的騎師安藤勝己重新策騎。賽前僅落後於Fusaichi Seven獲得第二人氣。比賽開始後，其沒有選擇領放而是進佔主馬群前方位置。進入直路後，其成功發力加速，一舉超越率先進入直路的Fusaichi Seven取得勝利，並以1分56.6秒打破了賽事紀錄。
4月25日出戰天蠍錦標，獲得第一人氣。比賽開始後其位於先行集團，並以第三進入最後直路，然而由於直路上的突然失速，最終跌至第八位完賽。
5月23日出戰東海錦標，再次獲得第一人氣。是次比賽，其重拾拿手的領放戰術，拋離其他馬匹下進入最後直路並一馬獨走，可惜於終點線前被由中團加速的後上馬Silk Mobius超過，以頸位遺憾落敗。
其後出戰秋季首戰日本電視盃。比賽中繼續選擇領放戰術，並一直領先至最後直路。然而於最後直路上，Furioso不斷迫近其，其後其受壓迫下開始處於下風，最終被對方超越。
11月7日出戰的新設立的京都錦標。其再次以極具張力的快放戰術驚豔全場，而且半次比賽其速度並未因爲領放而下降，最終一路領放之下奪冠，獲得第一個分級賽優勝。
12月5日出戰日本盃泥地大賽，是次比賽由於強敵希望之城及醒目飛鷹相繼避戰，其成爲第一人氣。比賽開始後，其率先搶佔位置進行領放，帶領其他馬匹進入第四彎道。第四彎道就快結束時，Birdie Birdie不斷迫近，但其以凌厲的勢頭成功阻止對手的壓迫。最後直路上，挪亞榮駒由後方來襲，但創升依舊勢頭不減，成功頂住壓力以頸位壓過對方，獲得一級賽的首勝。

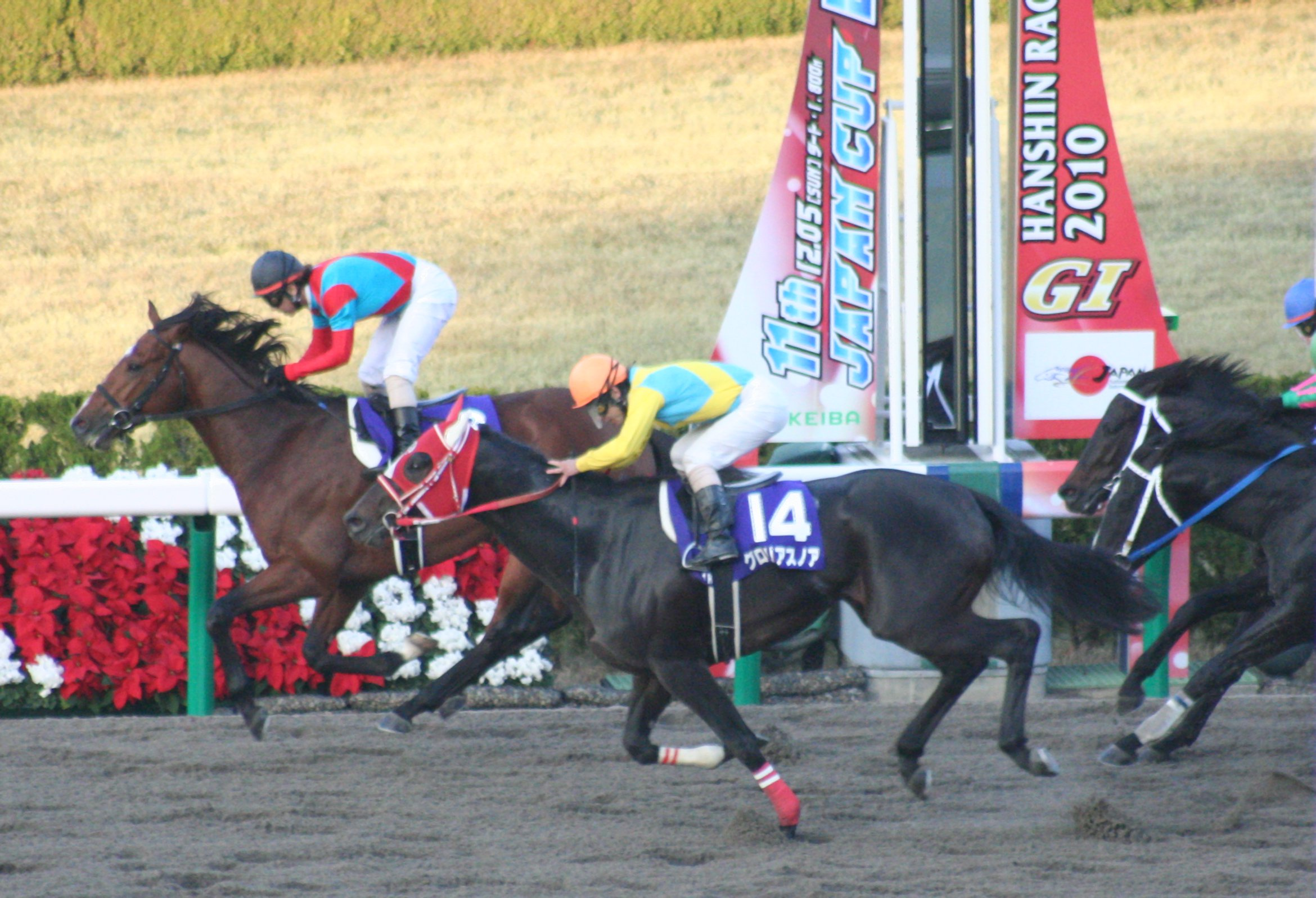
出戰日本盃泥地大賽的創升

### 5歲
2011年首戰爲2月20日之二月錦標，如同上年度日本盃泥地大賽，於希望之城及醒目飛鷹避戰下，再次獲得第一人氣。比賽開始後，雖然其於閘前有些微阻滯，但仍然成功搶佔位置領放。一直以優秀節奏領放下，其率先進入最後直路，最終於和Furioso的決鬥中獲勝，再次奪得一級賽冠軍。
由於一級賽二連勝，陣營決定遠征阿聯酋時不出戰二級賽高多芬一哩賽，直接改爲陪同比薩勝駒參與一級賽杜拜世界盃。
3月26日按計劃出戰杜拜世界盃。比賽途中其成功領放並以良好速度進入最後彎道，可惜於直路的決鬥不敵一同遠征的比薩勝駒，只得亞軍。
進入秋天後，其避戰了原先所安排的日本電視盃，改爲直接出戰一哩冠軍南部盃。當屆賽事由於東日本大震災的影響，賽事地點由原本的盛岡競馬場改爲東京競馬場，爲日本賽馬史上少數於中央賽場舉行地方賽事的案例。賽事開始後，其處於第二的位置以追擊前方的領放馬希望之城。進入最後直路後，其和Danon Come On展開正面決鬥並勝出，成功拿下第三個一級賽勝利，亦以1分34.8秒打破東京競馬場泥地1600米賽道的紀錄。
11月3日出戰日本育馬場盃經典賽，由於強敵之一的醒目飛鷹而更快速度進行快放，其只可以於第二的位置追趕並拉近距離。最後直路上，即使其奮力加速，依然無法拉近與醒目飛鷹的距離，結果以1馬位落敗獲得第二。
12月4日再次出戰日本盃泥地大賽。本次比賽其抽中對領放馬極其不利的最外檔16檔，但於比賽中其仍然可以奮力搶佔位置並成功領放。而且進入直路後，其體力並未受到比賽初段由外檔快速移至內欄杆的影響，其依然可以保持強勁勢頭繼續衝刺，結果以2馬位輕鬆獲勝，達先日本賽馬史上第一次日本盃泥地大賽連霸。

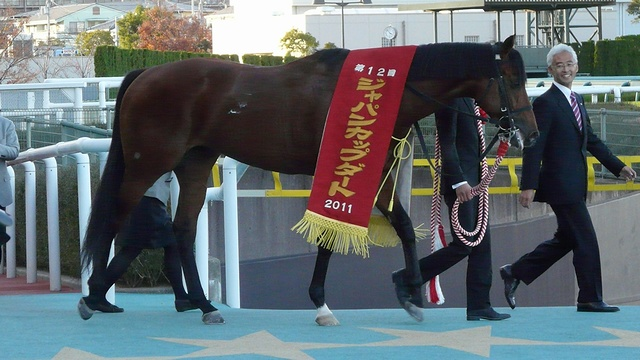
日本盃泥地大賽頒獎儀式

年末，由於其於年間三勝一級賽及於杜拜世界盃跑獲第二，於評選中以271票當選最佳泥地馬。

### 6歲
其後出戰2月19日之二月錦標作爲年度首戰。開閘後，其於前端的草地賽道稍微失去節奏，但進入泥地賽道後成功改善姿態。進入第三彎道時進佔第四，但於直路上突然失速，最終獲得第七。
其後和上年度一樣，參與3月31日的杜拜世界盃。比賽開始後，其率先搶佔位置領放，但於第三彎道再次失速，最終以第十三大敗。
由杜拜回國後進入放草，爲秋季的賽事作準備。
11月5日出戰日本育馬場盃經典賽，經過多月的休養，狀態恢復良好下獲得第一人氣。但最終發揮不出以往實力，獲得第三。
12月2日出戰日本盃泥地大賽。比賽開始後嘗試進佔位置領放但未成功，只可以於第三的位置推進。然而其於第三彎道再次失速，以第九名進入最後直路，最終不斷失速下包尾完賽。
其後的東京大賞典亦以第七完賽，其6歲生涯沒有任何勝場。
鑑於本年度的慘淡戰績，陣營決定安排其退役，並於翌年1月9日取消賽馬註冊。

### 詳細賽績
| 日期       | 舉辦國家 | 馬場 | 距離     | 級別  | 賽事名稱           | 負重 | 騎師     | 馬號 | 出馬 | 名次 | 時間     | 頭馬（二馬）       |
| ---------- | -------- | ---- | -------- | ----- | ------------------ | ---- | -------- | ---- | ---- | ---- | -------- | ------------------ |
| 14/2/2009  | 日本     | 京都 | 草1800   |       | 3歲新馬            | 56   | 川田將雅 | 11   | 16   | 2    | 1:51.1   | Admire Again       |
| 1/3/2009   | 日本     | 阪神 | 草1600   |       | 3歲新馬            | 56   | 安藤勝己 | 1    | 14   | 退賽 | 退賽     | 凱旋曲             |
| 11/4/2009  | 日本     | 阪神 | 泥1800   |       | 3歲未勝利          | 56   | 安藤勝己 | 1    | 12   | 1    | 1:53.7   | （Red Surpass）    |
| 25/4/2009  | 日本     | 京都 | 泥1800   |       | 3歲500獎金以下     | 56   | 安藤勝己 | 2    | 14   | 1    | 1:49.7   | （Smart Pulse）    |
| 9/5/2009   | 日本     | 京都 | 草2200   | GII   | 京都新聞盃         | 56   | 安藤勝己 | 12   | 16   | 9    | 2:14.4   | Best Member        |
| 26/7/2009  | 日本     | 新潟 | 泥1800   |       | 麒麟山特別         | 54   | 内田博幸 | 11   | 15   | 1    | 1:49.5   | （Christophoros）  |
| 23/8/2009  | 日本     | 新潟 | 泥1800   |       | 獵豹錦標           | 56   | 松岡正海 | 10   | 14   | 1    | 1:49.5   | （Suni）           |
| 21/9/2009  | 日本     | 新潟 | 泥1800   | GIII  | 榆樹錦標           | 53   | 内田博幸 | 15   | 14   | 4    | 1:51.4   | Machikanenihombare |
| 7/11/2009  | 日本     | 東京 | 泥1600   | GIII  | 武藏野錦標         | 55   | 松岡正海 | 15   | 16   | 6    | 1:35.9   | 奇銳駿             |
| 13/2/2010  | 日本     | 京都 | 泥1900   | OP    | 畢宿五錦標         | 56   | 安藤勝己 | 8    | 16   | 1    | 1:55.4   | （Fusaichi Seven） |
| 25/4/2010  | 日本     | 京都 | 泥1800   | GIII  | 天蠍錦標           | 56   | 安藤勝己 | 12   | 15   | 8    | 1:50.5   | Daishin Orange     |
| 23/5/2010  | 日本     | 京都 | 泥1900   | GII   | 東海錦標           | 57   | 藤田伸二 | 6    | 15   | 2    | 1:55.4   | Silk Mobius        |
| 23/9/2010  | 日本     | 船橋 | 泥1800   | JpnII | 日本電視盃         | 56   | 藤田伸二 | 7    | 14   | 2    | 1:49.3   | Furioso            |
| 7/11/2010  | 日本     | 京都 | 泥1800   | GIII  | 京都錦標           | 56   | 藤田伸二 | 2    | 16   | 1    | 1:49.8   | （King's Emblem）  |
| 5/12/2010  | 日本     | 阪神 | 泥1800   | GI    | 日本盃泥地大賽     | 57   | 藤田伸二 | 3    | 16   | 1    | 1:48.9   | (挪亞榮駒)         |
| 20/2/2011  | 日本     | 東京 | 泥1600   | GI    | 二月錦標           | 57   | 藤田伸二 | 12   | 16   | 1    | 1:36.4   | （Furioso）        |
| 26/3/2011  | 阿聯酋   | 美丹 | 膠沙2000 | GI    | 杜拜世界盃         | 57   | 藤田伸二 | 9    | 14   | 2    | 紀錄缺失 | 比薩勝駒           |
| 10/10/2011 | 日本     | 東京 | 泥1600   | JpnI  | 一哩冠軍南部盃     | 57   | 藤田伸二 | 11   | 15   | 1    | 1:34.8   | （Danon Come On）  |
| 3/11/2011  | 日本     | 大井 | 泥2000   | JpnI  | 日本育馬場盃經典賽 | 57   | 藤田伸二 | 9    | 12   | 2    | 2:02.3   | 醒目飛鷹           |
| 4/12/2011  | 日本     | 阪神 | 泥1800   | GI    | 日本盃泥地大賽     | 57   | 藤田伸二 | 16   | 16   | 1    | 1:50.6   | （奇銳駿）         |
| 19/2/2012  | 日本     | 東京 | 泥1600   | GI    | 二月錦標           | 57   | 藤田伸二 | 15   | 16   | 7    | 1:36.6   | Testa Matta        |
| 31/3/2012  | 阿聯酋   | 美丹 | 膠沙2000 | GI    | 杜拜世界盃         | 57   | 藤田伸二 | 10   | 14   | 13   | 紀錄缺失 | 蒙泰羅索           |
| 5/11/2012  | 日本     | 川崎 | 泥2100   | JpnI  | 日本育馬場盃經典賽 | 57   | 藤田伸二 | 13   | 13   | 3    | 2:14.1   | 奇銳駿             |
| 2/12/2012  | 日本     | 阪神 | 泥1800   | GI    | 日本盃泥地大賽     | 57   | 藤田伸二 | 7    | 16   | 16   | 1:51.8   | 大和熱驥           |
| 29/12/2012 | 日本     | 大井 | 泥2000   | GI    | 東京大賞典         | 57   | 藤田伸二 | 9    | 12   | 7    | 2:08.2   | 古國傳說           |

## 退役後
退役後，創升成為了配種馬，在北海道新日高町Arrow Stud休養，在2013年進行配種，首批子嗣於2014年出生，可於2016年出賽。
2023年3月11日，Gemini King在阪神春季跳欄賽取勝，成為首匹勝出分級賽的子嗣。

### 主要子嗣

#### 分級賽優勝子嗣
- Gemini King（阪神春季跳欄賽）

## 血統簡介
父系Wild Rush爲美國賽駒，曾兩勝泥地一級賽事，於賽場有優秀表現。祖父Wild Again亦爲美國賽駒，曾勝出育馬者盃經典大賽。
母系Cinema Scope爲日本賽駒，雖然勝出場數不多，但曾獲得公開賽冠軍。外祖父東來兵，曾勝出凱旋門大賽，退役後於日本配種，和週日寧靜及百仁時間被一同稱爲改變日本賽馬的三匹種馬。

### 血統表
| 父線：Neartic系（Nearco系）              |                            |                |                 |
| 種馬 Wild Rush 1994年（棗色）            | Wild Again 1987年（栗色）  | Iceapade       | 新北區          |
| 種馬 Wild Rush 1994年（棗色）            | Wild Again 1987年（栗色）  | Iceapade       | Shenanigans     |
| 種馬 Wild Rush 1994年（棗色）            | Wild Again 1987年（栗色）  | Bushel-n-Peck  | Dama            |
| 種馬 Wild Rush 1994年（棗色）            | Wild Again 1987年（栗色）  | Bushel-n-Peck  | Khaled          |
| 種馬 Wild Rush 1994年（棗色）            | Rose Park 1986年（棗色）   | Plugged Nickle | Key to the Mint |
| 種馬 Wild Rush 1994年（棗色）            | Rose Park 1986年（棗色）   | Plugged Nickle | Toll Booth      |
| 種馬 Wild Rush 1994年（棗色）            | Rose Park 1986年（棗色）   | Hardship       | Drone           |
| 種馬 Wild Rush 1994年（棗色）            | Rose Park 1986年（棗色）   | Hardship       | Hard and Fast   |
| 繁殖雌馬 Cinema Scope 1993年（栗色）     | 東來兵 1983年（棗色）      | Kampala        | Kalamoun        |
| 繁殖雌馬 Cinema Scope 1993年（栗色）     | 東來兵 1983年（棗色）      | Kampala        | State Pension   |
| 繁殖雌馬 Cinema Scope 1993年（栗色）     | 東來兵 1983年（棗色）      | Severn Bridge  | Hornbeam        |
| 繁殖雌馬 Cinema Scope 1993年（栗色）     | 東來兵 1983年（棗色）      | Severn Bridge  | Priddy Fair     |
| 繁殖雌馬 Cinema Scope 1993年（栗色）     | Blue Hawaii 1989年（棗色） | Thrill Show    | Northern Baby   |
| 繁殖雌馬 Cinema Scope 1993年（栗色）     | Blue Hawaii 1989年（棗色） | Thrill Show    | Spplendid       |
| 繁殖雌馬 Cinema Scope 1993年（栗色）     | Blue Hawaii 1989年（棗色） | Sunny Swaps    | Hawaii          |
| 繁殖雌馬 Cinema Scope 1993年（栗色）     | Blue Hawaii 1989年（棗色） | Sunny Swaps    | Iron Age        |
| 雌系：號族：A4                           |                            |                |                 |
| 五代內近親交配：Khaled 4×5、Hyperion 5×5 |                            |                |                 |

## 命名由來
名字Transcend（トランセンド）帶有超越、跨過的意思，香港於翻譯時結合讀音及意義，以「創升」作為其中文譯名。

## 外部連結
- 創升 netkeiba.com （页面存档备份，存于）
- 血統表 （页面存档备份，存于）